# Augustin Cupșea
Augustin Cupșea (n. 1884 – d. 1929) a fost delegat al cercului electoral Gherla la Marea Adunare Națională de la Alba Iulia din 1 decembrie 1918.

## Biografie
A fost preot ortodox. A contribuit la organizarea consiliilor și a gărzilor naționale în satele din jurul Gherlei. A  fost vicepreședinte al Consiliului Național Român din Gherla.